# Episodi di The Good Fight (sesta stagione)
La sesta stagione e ultima della serie televisiva The Good Fight è stata pubblicata dal servizio di video on demand Paramount+ dall'8 settembre al 10 novembre 2022.
In Italia la stagione è stata distribuita settimanalmente su TIMvision dal 26 ottobre al 23 novembre 2022.
In questa stagione entrano nel cast Andre Braugher nel ruolo dell'eccentrico avvocato Ri'Chard Lane, e John Slattery nel ruolo del dottor Lyle Bettencourt.
In tre episodi Alan Cumming riprende il ruolo di Eli Gold che aveva già rivestito in The Good Wife.
| n° | Titolo originale         | Titolo italiano          | Pubblicazione USA | Pubblicazione Italia |
| -- | ------------------------ | ------------------------ | ----------------- | -------------------- |
| 1  | The Beginning of the End | Il principio della fine  | 8 settembre 2022  | 26 ottobre 2022      |
| 2  | The End of the Yips      | La fine degli Yips       | 15 settembre 2022 | 26 ottobre 2022      |
| 3  | The End of Football      | La fine del football     | 22 settembre 2022 | 2 novembre 2022      |
| 4  | The End of Eli Gold      | La fine di Eli Gold      | 29 settembre 2022 | 2 novembre 2022      |
| 5  | The End of Ginni         | La fine di Ginni         | 6 ottobre 2022    | 9 novembre 2022      |
| 6  | The End of a Saturday    | La fine di un sabato     | 13 ottobre 2022   | 9 novembre 2022      |
| 7  | The End of STR Laurie    | La fine dell'STR Laurie  | 20 ottobre 2022   | 16 novembre 2022     |
| 8  | The End of Playing Games | La fine dei giochi       | 27 ottobre 2022   | 16 novembre 2022     |
| 9  | The End of Democracy     | La fine della democrazia | 3 novembre 2022   | 23 novembre 2022     |
| 10 | The End of Everything    | La fine di tutto         | 10 novembre 2022  | 23 novembre 2022     |

## Il principio della fine
- Titolo originale: The Beginning of the End
- Diretto da: Nelson McCormick
- Scritto da: Robert King e Michelle King

### Trama
Diane torna a Chicago dopo una lunga vacanza e va ad occupare il suo nuovo ufficio d'angolo. Trova alcune novità: in città si moltiplicano le manifestazioni di protesta, ChumHum è tornato ad essere cliente dello Studio e Marissa è finalmente un avvocato a pieno titolo. Alla ragazza viene affidato il suo primo caso, la richiesta di un rinvio nella causa che vede coinvolta la cantante Lila Royce. Purtroppo in aula l'ansia gioca a suo sfavore e Marissa si vede negare il rinvio; in seguito all'insuccesso Julius le toglie il caso e la relega al lavoro d'ufficio.
Liz difende ChumHum contro Willow Dorner, una ragazza che ha sporto denuncia dopo aver subito un'aggressione virtuale nel metaverso. Accogliendo le obiezioni di Liz, il giudice sembra propenso a considerare non reale l'aggressione; l'accusa però gli fa provare il visore e la tuta che servono per creare un avatar e per immergersi nel metaverso: la forte intensità delle sensazioni da lui provate gli fanno cambiare idea. Non potendo spingersi sulla strada della criminalizzazione della vittima, Liz finisce per cercare un accordo.
Winston e Osman si congratulano con Liz per l'ottimo lavoro svolto dallo Studio negli ultimi mesi, tuttavia la informano di essere intenzionati ad introdurre un altro socio titolare. Inizialmente Liz crede che si tratti di una manovra per favorire Diane, invece come nuovo socio arriva Ri'Chard Lane che si appropria dell'ufficio più vasto e che non tarda ad imporre la sua eccentrica ed ingombrante personalità.
Ri'Chard vuole mettere in chiaro i problemi dello Studio, assume di sua iniziativa altri nuovi associati e finisce per scontrarsi con Liz. Cerca di spiegarle che loro due sono dalla stessa parte, seppur con stili molto diversi, ma non riesce a convincerla pienamente tanto che Liz inizia a pensare di allearsi con Diane contro Ri'Chard.
Carmen ha un nuovo cliente: Charles Lester l'ha messa in contatto con Ben-Baruch, un faccendiere che l'FBI vuole accusare dell'omicidio di un rivale. Carmen deve analizzare le prove e decidere se ci sono probabilità di successo o se è più opportuno che il cliente lasci gli Stati Uniti. Da subito il caso si presenta spinoso ed impegnativo, e Carmen non è in grado di prestare la giusta attenzione a Marissa che invece vorrebbe sfogarsi con lei, parlando della sua frustrante situazione. Il rapporto di amicizia tra le due ragazze sembra incrinarsi pericolosamente.
Il procuratore Carruthers rivela a Carmen di essere in possesso di intercettazioni incriminanti dove Ben-Baruch pianifica il delitto di cui è stato accusato; propone dunque un accordo: dieci anni di reclusione per omicidio di secondo grado. Mentre Ben-Baruch viene arrestato, Carmen inizia a chiedersi come siano state ottenute le informazioni dal momento che le proprietà e gli uffici del cliente sono sottoposti quotidianamente a controlli anticimici. Conclude che lo stesso addetto ai controlli, Gal Abibi, sia stato l'informatore interno della Procura e lo comunica al cliente.
Quando Abibi viene ucciso, Carruthers cerca di scaricare su Carmen la responsabilità per quella morte, ma l'avvocatessa non si fa intimidire e respinge le accuse. In ogni caso Ben-Baruch è lieto di tornare in libertà e affida a Carmen tutti i suoi affari.
Diane è di nuovo in crisi, sente che il suo mondo è fuori controllo, le sembra di tornare continuamente al punto di partenza dopo aver sprecato enormi energie. Casualmente, usando uno dei visori che ChumHum ha regalato ai soci dello Studio, si imbatte nella pubblicità di "Mind Trip", una clinica privata che si occupa di problemi legati alla depressione. Incontra uno dei titolari, il dottor Lyle Bettencourt, che le spiega in cosa consiste il trattamento proposto.
Due volte la settimana al paziente vengono somministrate dosi di PT 108, un derivato della psilocibina che può aiutare a cambiare le prospettive di pensiero. Le esperienze durano novanta minuti e sono seguite da colloqui e analisi per valutare i progressi. Inizialmente Diane rimane incerta, ma di lì a poco le cose cambiano.
Un giorno Carmen, Diane, Liz, Jay e Marissa si trovano insieme in uno degli ascensori dello Studio; mentre le porte si stanno chiudendo, una mano ignota lancia all'interno una granata. Prima di accorgersi che l'arma è finta, tutti pensano di avere solo pochi secondi di vita e Diane invoca disperatamente il nome del marito.
Il traumatico episodio la decide ad accettare l'aiuto del dottor Lyle Bettencourt.
- Altri interpreti: John Slattery (Lyle Bettencourt), Andre Braugher (Ri'chard Lane), Richard Kind (giudice Alan Davies), Wallace Shawn (Charles Lester), Ryann Redmond (Willow Dorner), Brenda Braxton (Madeline Gilford), Joshua Echebiri (Devin), Alok Tewari (Osman bin Ansari), Anthony Cochrane (James Winston), Ben Shenkman (Ben-Baruch), Audrie Neenan (giudice Marion Handgrove)

## La fine degli Yips
- Titolo originale: The End of the Yips
- Diretto da: Tyne Rafaeli
- Scritto da: Jonathan Tolins

### Trama
Eli Gold si reca allo Studio e va a parlare con Julius, chiedendogli di reintegrare Marissa nella difesa di Lila Royce: lui stesso la affiancherà come secondo avvocato. Julius non riesce a rifiutate ed Eli inizia ad allenare la figlia sul comportamento da tenere in aula.
La causa riguarda Lila Royce, una popstar citata in giudizio dalla sua casa discografica per aver annullato le date del prossimo tour programmate in Israele. La ragazza dichiara di averlo fatto perché preoccupata per la sicurezza dell'intera troupe; impressionato dalle statistiche sui lanci di missili nella regione, il giudice sembra incline a darle ragione. Quando però si scopre che Lila ha commentato su Twitter vari interventi dei suoi fans che disapprovavano l'inserimento di Israele nel tour, spunta l'ipotesi che la vera motivazione fosse di natura politica.
Spaventata dalle possibili complicazioni, Lila fa marcia indietro e reinserisce le date israeliane, ma è di nuovo in difficoltà quando si scopre che altre date del tour avranno luogo in Cina. Le viene ricordato che quel Paese interna la minoranza musulmana, perseguita i dissidenti e in sostanza le viene rinfacciato di mostrare un atteggiamento ipocrita e ambiguo.
Di nuovo spaventata, Lila pubblica di sua iniziativa un video in cui si spinge a condannare la Cina. Il Paese però porta soldi e ciò mobilita contro Lila tanto il suo manager quanto la sua casa discografica: le chiedono di scusarsi per ciò che ha affermato, escludendo le motivazioni politiche, e magari adducendo come scusante la sua scarsa conoscenza della situazione. In caso contrario faranno valere il contratto che hanno firmato con lei, impedendole però di pubblicare album per i successivi undici anni.
Lila capitola e pubblica un video per scusarsi e per ricucire i buoni rapporti con la Cina. In sostanza Marissa ha perduto la causa, però la cliente è ugualmente soddisfatta per non aver subito danni.
Mentre in città si moltiplicano i lanci di false granate con scritte che richiamano il countdown verso il 10 novembre, Diane inizia la terapia con il dottor Bettencourt. Malgrado la comparsa di strane percezioni visive, sembra che la cosa funzioni: l'esperienza è intensa e Diane dichiara di sentirsi di ottimo umore.
Liz invece deve affrontare problemi su più fronti: i cattivi rapporti con Ri'Chard, che ha persino tentato di usurpare il suo ruolo di mentore nei confronti di Carmen, e un'intervista che forse nasconde qualche insidia. La giornalista Deandra Minton sta infatti realizzando un documentario dedicato a cinque pubblici ministeri neri e Liz è compresa nel gruppo. L'intervista sembra procedere al meglio finché le domande iniziano a riguardare un vecchio processo di Liz: il caso Matthew, un uomo accusato di aver ucciso una donna incinta.
Tempo dopo il processo il principale teste d'accusa è stato messo sotto inchiesta per corruzione: Deandra in sostanza insinua che Liz fosse al corrente della inaffidabilità di quella testimonianza e la biasima per aver trascurato l'importanza di altre prove accessorie.
Inizialmente Liz si trova in difficoltà e scopre di nutrire qualche dubbio postumo sul proprio operato; dopo aver richiesto l'accesso al fascicolo del vecchio caso recupera però un più equilibrato giudizio. L'intervista continua ma questa volta è Liz ad attaccare Deandra, accusandola di essersi impuntata su miseri particolari di contorno per il puro desiderio di fare spettacolo. Le mette a disposizione il fascicolo e la giornalista non è in grado di ribattere nulla.
Eli Gold è così soddisfatto per il comportamento tenuto in aula da Marissa da proporle di entrare nel suo team legale. Meno contenta è però Marissa quando scopre che il padre è sotto inchiesta per frode e averla assunta come avvocato le impedirà di testimoniare contro di lui.

#### Curiosità
Nel corso dell'episodio, durante un dialogo tra Eli Gold e Diane, si scopre che fine hanno fatto due dei personaggi della serie madre, The Good Wife. Alicia Florrick si è trasferita a New York dove ha aperto un suo studio; il marito Peter invece è di nuovo in guai giudiziari e, a detta di Eli, "questa volta non se la caverà".
- Altri interpreti: Alan Cumming (Eli Gold), Gary Cole (Kurt McVeigh), Sidney Lemmon (Lila Royce), Alexis Floyd (Deandra Minton), Simon Jones (giudice Carl Gattis), Zach Appleman (Bo Cooder), Mary Testa (Amy Ann Howard), Bruce Winant (Simon Weaver), Rachel Nicks (Leah Davis)

## La fine del football
- Titolo originale: The End of Football
- Diretto da: Nelson McCormick
- Scritto da: Aurin Squire
- Altri interpreti: Becky Ann Baker (Alma Hoff), Wallace Shawn (Charles Lester), Tony Plana (Oscar Rivi), Michael Potts (Bill Goate), Christopher Gurr (Chip Camden), Dan Guillory (Darren Baptiste), Mark Grapey (Max Fisherwood), Jamie Jackson (Nelson Ruddy), Ben Shenkman(Ben-Baruch), Mark Feuerstein (Henry Callas), Brooks Ashmanskas (giudice Greg Brochard), Mark Deklin (giudice Wick Stilton)

## La fine di Eli Gold
- Titolo originale: The End of Eli Gold
- Diretto da: James Whitmore jr
- Scritto da: Davita Scarlett
- Altri interpreti: Gary Cole (Kurt McVeigh), Erich Bergen (Steven Sheen), Mike Pniewsky (Frank Landau), Brenda Braxton (Madeline Gilford), Kenneth Tigar (giudice James Chase), Raquel Chavez (Jennifer Burns), Ashley Blanchet (Rosario), Jim Ballard (dottor Dustin Gor)

## La fine di Ginni
- Titolo originale: The End of Ginni
- Diretto da: Lily Mariye
- Scritto da: Jaquelyn Reingold

### Trama
Intervistata in TV per Breakfast in Chicago, Liz critica duramente il giudice della Corte Suprema Clarence Thomas per la posizione assunta in occasione dell'elezione presidenziale del 2020. Poco più tardi riceve la telefonata di una donna che si qualifica come Virginia ("Ginni") Thomas, la moglie del giudice: si dichiara disposta a perdonarla per il suo attacco al marito se Liz si scuserà. Liz è sorpresa e perplessa, e tenta di convincersi che la telefonata sia uno scherzo.
L'FBI contatta Marissa e la mette in guardia contro il possibile pericolo rappresentato dai suprematisti bianchi: l'attentato contro suo padre non è un caso isolato e l'assassino di Frank Landau non è ancora stato preso, quindi lei stessa deve guardarsi le spalle. Con l'aiuto di Jay, Marissa decide di procurarsi una pistola.
Intanto Ri'Chard ha un nuovo cliente, il signor Johnstone la cui moglie Morgan, incinta di una bambina, ha richiesto un accordo per la maternità: in sostanza vuole quantificare gli indennizzi per ogni fase della gestazione e del parto. L'avvocato della donna è Elsbeth Tascioni e Ri'Chard, spiazzato dalle sue numerose eccentricità, chiede l'aiuto di Diane che la conosce da anni e che è felice di rivederla.
In breve tempo gli avvocati scoprono che la richiesta di accordo per la maternità è un espediente per ridiscutere alcuni aspetti del contratto prematrimoniale. Dopo vari confronti Elsbeth e Diane riescono a trovare un accordo soddisfacente per entrambe le parti, ma la firma dei documenti viene bloccata dal signor Brittel, l'avvocato assunto dai nonni della nascitura per difendere i diritti del feto e proteggere il trust di cui a suo tempo sarà beneficiaria la nipote. 
Ad Elsbeth e Diane non resta che fare causa al feto. Al termine di alcune burrascose udienze in tribunale, riescono ad ottenere che la giudice Burnett nomini a tutela della nascitura un curatore indipendente, scavalcando così qualunque altro rappresentante.
Liz intanto continua a ricevere telefonate da parte della sedicente Ginni. Ha fatto controllare a Jay alcune affermazioni della donna e sembra che si tratti veramente della moglie del giudice. Anche se Liz non ha la minima intenzione di scusarsi, dopo un po' le telefonate assumono un tono quasi amichevole: le due donne finiscono per parlare dei loro programmi preferiti e delle loro vite. Tra le altre cose Ginni racconta che sarebbe favorevole al pensionamento del marito, con il quale vorrebbe riposarsi un po'. Liz le dà corda perché il ritiro del rigido conservatore dalla Corte Suprema sarebbe una buona cosa per i Democratici. Alla fine tuttavia scopre che le telefonate della finta Ginni sono opera di Del Cooper, contro il quale si vendicherà in maniera opportuna.
In città si moltiplicano le violenze e le intimidazioni e Marissa si convince che l'America sia sull'orlo di una guerra civile. Per strada si sente seguita e chiede l'aiuto di Jay. L'investigatore affronta i due uomini che stanno effettivamente seguendo Marissa e quando li vede armati mette a sua volta mano alla pistola: i due però sono agenti dell'FBI e lo arrestano con una certa violenza. Improvvisamente vengono circondati da alcune persone che silenziosamente si mettono a girare video con i cellulari, mentre quello che sembra il loro capo puntualizza che i due agenti non si sono qualificati.
Jay viene rilasciato. Entra così in contatto con il cosiddetto Collettivo, un nutrito gruppo di persone che si stanno dando da fare per migliorare le cose. Li guida Renetta Clark, una donna decisa e posata. Jay, interessato ad unirsi al gruppo, si offre come addestratore per chi voglia ottenere il porto d'armi.
- Altri interpreti: Carrie Preston (Elsbeth Tascioni), Michael Rady (Carter Johnstone), Kate Villanova (Morgan Johnstone), Paul Scherr (Matt Brittel), Wayne Brady (Del Cooper), Phylicia Rashad (Renetta Clark), Jennifer Ehle (giudice Ashley Burnett)

## La fine di un sabato
- Titolo originale: The End of a Saturday
- Diretto da: Michael Zinberg
- Scritto da: Tegan Shohet

### Trama
Gli avvocati dello Studio si preparano a trascorrere il weekend: Liz accompagna il figlio in campeggio; Carmen ha una nuova ragazza incontrata in un locale; Julius gioca con la realtà virtuale; Diane fa l'ennesimo trattamento con il dottor Betancourt; Marissa si allena in palestra sotto la guida di Zev Beker, istruttore di Krav Maga.
Improvvisamente vengono tutti convocati in videoconferenza su Zoom da Ri'Chard: suo nipote Dustin di undici anni è ricoverato in ospedale per anemia falciforme; era in attesa di un trapianto di midollo ma all'ultimo momento il donatore volontario si è tirato indietro. Ri'Chard sospetta che l'uomo sia stato pagato per donare a qualcun altro e poiché senza il trapianto a Dustin resta una sola settimana di vita, mobilita i colleghi per cercare soluzioni legali al problema.
Il dottor Betancourt, che ha casualmente udito la videochiamata, parla a Diane di un'alternativa al trapianto: una sperimentazione di ingegneria genica che dovrebbe neutralizzare la malattia. Lui stesso fa parte del Consiglio sanitario che se ne occupa e cerca di trovare un posto per Dustin. Purtroppo il bambino è troppo piccolo, sotto i dodici anni la partecipazione alla sperimentazione non viene approvata, per cui Diane e Ri'Chard, con l'aiuto di Betancourt, si mettono all'opera per cercare di ottenere un'esenzione.
Raggiunto nella sua casa durante la festa di compleanno del figlio, il giudice si mostra convinto dalle ragioni addotte dal dottore e sentenzia in favore del bambino. L'avvocato della controparte ne prende atto, ma afferma anche che il Dipartimento per la Sanità non si farà carico delle spese, che ammontano a qualche milione di dollari. La madre single di Dustin non è certo in grado di affrontare l'ingente spesa, per cui gli avvocati decidono di fare causa anche sul fronte finanziario.
Assieme a Liz, Ri'Chard esplora anche la pista razziale: un recente articolo da loro individuato sostiene che le cure per l'anemia falciforme siano sottofinanziate. La malattia è più comune di altre gravi patologie ma poiché colpisce soprattutto le persone di colore c'è poca attenzione nei suoi confronti. Dopo averlo fatto evadere dal centro di recupero dove era internato per alcolismo, Liz e Ri'Chard fanno testimoniare l'autore dell'articolo durante l'udienza urgente che hanno ottenuto. Anche qui il giudice dà loro ragione ma l'appello richiesto dalla controparte allunga i tempi della sentenza definitiva ben oltre la settimana di cui dispone Dustin.
Nel frattempo Marissa e Carmen hanno parlato, ristabilendo la loro amicizia e accorgendosi con grande divertimento che Mandy, la nuova ragazza di Carmen, somiglia moltissimo a Marissa. Con l'aiuto di Jay si sono dedicate alla ricerca di un possibile donatore. Carmen ha trovato solo un gruppo di feticisti, donatori che si eccitano all'idea che i loro organi trovino posto all'interno del corpo di una bella ragazza. Marissa invece con le sue telefonate ha avuto più fortuna: casualmente si è imbattuta nel donatore originario che le ha spiegato i motivi del proprio diniego. L'uomo ha una sorella che necessita del trapianto di un rene e non potendo donarglielo contemporanea alla donazione di midollo, ha scelto di aiutare lei.
Marissa allora gli propone di trovare altrove un rene idoneo per la sorella e in cambio lo convince ad essere di nuovo il donatore per Dustin. In realtà per tenere fede alla promessa Marissa e Carmen sono poi costrette ad organizzare una lunga catena di donazioni incrociate, e una delle due, estratta a sorte, dovrà donare un ovulo: alla fine però il trapianto di Dustin può avere luogo.
Allo Studio si festeggia con grande gioia. Ad un certo punto Liz prende da parte Ri'Chard e, come aveva già tentato di fare, gli chiede di dire chiaramente quali siano i suoi progetti nei confronti dello Studio. Ri'Chard confessa che all'inizio aveva intenzione di vendicare la vecchia umiliazione subita estromettendo Liz e tutti gli associati, ma la giornata appena trascorsa gli ha fatto cambiare idea. Dichiara tuttavia di voler trasformate lo Studio in "Ri'Chard & Associati" perché ormai il nome Reddick ha fatto il suo tempo. Liz ovviamente non è d'accordo e i due, seppur con il sorriso sulle labbra, si promettono battaglia.
Rientrata nel suo ufficio, Diane vede il corpo di un uomo schiantarsi sulla balaustra fuori dalle finestre e poi precipitare nella strada sottostante.
- Altri interpreti: Shahar Isaac (Zev Beker)

## La fine dell'STR Laurie
- Titolo originale: The End of STR Laurie
- Diretto da: Nikki M. James
- Scritto da: Daniel "Koa" Beaty
- Altri interpreti: Phylicia Rashad (Renetta Clark), Daniel Breaker (Randy Elkin), Greg Germann (Edward Sandel), L. Steven Taylor (agente Morris), Alok Tewari (Osman bin Ansari), Anthony Cochrane (James Winston), Eric Stoltz (giudice Meachem), Tom Souhrada (avvocato della Fox)

## La fine dei giochi
- Titolo originale: The End of Playing Games
- Diretto da: Robert King
- Scritto da: Jonathan Tolins e Anju Andre-Bergmann
- Altri interpreti: Phylicia Rashad (Renetta Clark), John Benjamin Hickey (Neil Gross), Thomas Middleditch (Kyle Vespertine-Kalepark), Daniel Breaker (Randy Elkin), Shuler Hensley (Buck Burns), Shahar Isaac (Zev Beker), Brenda Braxton (Madeline Gilford), Alok Tewari (Osman bin Ansari), Zach Grenier (David Lee), Cade Burk (suprematista bianco),

## La fine della democrazia
- Titolo originale: The End of Democracy
- Diretto da: Carrie Preston
- Scritto da: Eric Holmes

### Trama
Una folla di Democratici partecipa alla commemorazione funebre per Frank Landau. Malgrado il disagio provato per il ruolo avuto dal padre nell'attentato, è presente anche Marissa accompagnata da Zev. Liz e Ri'Chard invece sono presenti perché sperano di incontrare Neil Gross, il titolare di ChumHum, convincendolo a tornare con il loro Studio. C'è anche Ben-Baruch che con l'aiuto di Carmen vuole essere presentato a un po' di gente, in vista di un suo coinvolgimento politico; tuttavia l'incontro con Elfman, il nuovo segretario del Comitato Nazionale, non va a buon fine e Baruch decide stizzosamente di rivolgersi ai Repubblicani.
Durante la veglia si susseguono vari discorsi commemorativi. Diane dovrebbe chiudere gli interventi ma quando arriva il suo momento è appena stata informata che la Corte Suprema ha reso pubblica una bozza di sentenza con cui si propone di abolire i matrimoni gay. Il suo discorso è quindi molto breve e rabbioso: in sostanza afferma che per loro stessa colpa i Democratici sono finiti.
Uscita all'esterno incontra Neil Gross che elogia le sue parole. I due si mettono a discutere del problema e Diane recrimina su tutto ciò che non è stato fatto da parte dei Democratici: una migliore preparazione per il presente e per il futuro. Gross si offre di aiutarli: intende comprare il Partito Democratico per rifondarlo, proprio come vorrebbe Diane.
Nel dibattito vengono coinvolti anche Ri'Chard, Liz e Julius che nelle intenzioni di Gross dovrebbero concretamente occuparsi dell'acquisizione. Viene consultato anche Elfman, che però si mostra ostile a Gross e ai suoi metodi radicali. Gross infatti dichiara di essere intenzionato ad usare ogni mezzo utile ad avere la meglio, compreso il ricatto, ma Elfman gli ribatte che così si comportano i Repubblicani, non i Democratici. Inizia a sembrare più disposto all'ascolto solo quando Gross gli prospetta una possibile acquisizione di Fox News, un progetto per rendere il canale TV gradualmente più moderato, partendo da un azionariato di maggioranza.
Sostanzialmente Gross ha due piani: quello di riserva, confidato solo a Diane, prevede di mettere la stessa Diane al posto di Elfman per guidare il Partito. Unica condizione: lei dovrà risolvere il problema rappresentato dal marito Kurt, troppo compromesso con la parte avversa per poter rimanere al suo fianco nelle nuove circostanze. Diane è tentata: ha ancora voglia di combattere, nutre ancora delle speranze, ma la clausola riguardante Kurt la frena parecchio.
Il piano più ufficiale di Gross prevede invece di rifondare il Partito e di dare la scalata alla presidenza grazie ad un candidato forte e affidabile, da lui identificato in Dwayne Johnson, "The Rock". Dopo un abboccamento con Johnson, avvenuto all'interno della sua Cadillac Escalade, Elfman si dichiara entusiasta dell'idea.
Intanto Carmen è stata coinvolta da Jay nelle attività del Collettivo. Buck Burns, l'attentatore che hanno rapito, è rinchiuso nella finta stazione di polizia; gli è stata concessa una telefonata ai suoi avvocati che con il tracciamento del numero sono stati identificati: si tratta di uno Studio fortemente conservatore. Fingendosi una delle associate, Carmen si presenta come l'avvocato richiesto da Burns. All'inizio l'uomo è spiazzato e vorrebbe ricusarla perché è nera, ma Carmen lo convince con durezza e abilità, e lo induce a rivelare tutti i dettagli dell'attentato, così come Renetta le aveva chiesto di fare. Poi Burns, assieme all'assassino di Frank Landau, viene spedito in un campo di lavoro che il Collettivo ha aperto in Antartide.
Tra una cosa e l'altra, dopo averne parlato per scherzo, Marissa e Zev si sposano davvero. Il breve rito è officiato da Julius, alla sola presenza di Carmen e Jay.
Tra Diane e Kurt invece le cose precipitano. Durante un viaggio in auto Diane illustra al marito tutta la propria frustrazione e la propria stanchezza: nel tempo la destra è troppo cambiata e ormai le costa molta fatica rimanere al suo fianco. Ci sono altre persone con cui sente di avere più affinità, altre persone più vicine a lei per idee, convinzioni e interessi. 
Duramente colpito dal discorso della moglie, Kurt ferma l'auto, scende e se ne va.
- Altri interpreti: John Benjamin Hickey (Neil Gross), Ben Shenkman (Ben-Baruch), Steven Pasquale (Johnny Elfman), Phylicia Rashad (Renetta Clark), Gary Cole (Kurt McVeigh), Shahar Isaac (Zev Beker), Shuler Hensley (Buck Burns)

## La fine di tutto
- Titolo originale: The End of Everything
- Diretto da: Robert King
- Scritto da: Robert King e Michelle King

### Trama
Mentre a Chicago continuano le manifestazioni e i disordini, Diane e Lyle hanno trascorso un tranquillo weekend di riposo fuori città. Diane è triste per la lontananza da Kurt ma si sta sforzando di accettare la separazione.
Al rientro Diane rimane bloccata tra i manifestanti fuori dal palazzo in cui ha sede lo Studio; dopo alcuni momenti di tensione Jay la raggiunge e riesce a portarla al sicuro. È un po' scossa ma sta bene, e Carmen le presta un cambio d'abiti per sostituire i suoi, impregnati dall'odore dei fumogeni.
Allo Studio si presenta Felix Staples: vuole intentare una causa perché è stato aggredito sessualmente dal suo capo. Diane, che avendolo già avuto come cliente ne conosce bene l'esibizionismo e la propensione alla menzogna, dichiara che non vuole rappresentarlo; quando però Felix rivela altri particolari sull'aggressione, Liz e Ri'Chard iniziano a mostrarsi interessati. Felix infatti racconta che poco tempo prima ha fatto uno stage, lavorando per il governatore Ron DeSantis ed è lui che lo ha molestato, costringendolo ad un rapporto orale dopo averlo drogato. A supporto dell'accusa, esibisce una maglietta macchiata di sperma.
Nello Studio si apre un dibattito perché DeSantis è un avversario pericoloso per Joe Biden in vista delle prossime elezioni presidenziali e uno scandalo che lo togliesse di mezzo sarebbe provvidenziale per i Democratici, tanto più che lo stesso accusatore è notoriamente repubblicano. Jay inizia a fare qualche verifica, Marissa però si chiede se la distruzione politica di DeSantis non sia in realtà una mossa per rafforzare la posizione di Donald Trump. E alla fine risulta che era proprio questo l'intento di Felix: messo alle strette con una verifica in cui si contraddice più volte, finisce per confessare di essersi inventato tutto. Tenta di convincere gli avvocati a procedere ugualmente, ma la faccenda si sgonfia.
In attesa che i manifestanti vengano sgombrati, gli avvocati restano bloccati nei loro uffici. Parlando con Liz, Diane le confessa che non vuole andare avanti così: è stanca, sogna qualcosa di diverso (magari la famosa villa in Provenza) e desidera uscire dalla mischia. Liz però le propone un'alternativa: in passato la STR Laurie ha acquisito un piccolo Studio di Washington con l'intenzione di smembrarlo; Liz invece vuole rilanciarlo, destinandolo ad occuparsi di questioni femminili, e propone a Diane di trasferirsi per dirigerlo. Per il momento Diane declina l'offerta: si sente veramente esausta; Marissa invece è entusiasta e si autocandida per essere assunta come sua collaboratrice.
Nel frattempo alla sede dell'NRA Kurt vede in TV un servizio sui disordini e tra la folla riconosce Diane in difficoltà. Immediatamente si precipita fuori per raggiungerla, malgrado fosse in procinto di partire per Atlanta dove avrebbe ricevuto un premio e dove, con ogni probabilità, gli sarebbe stata offerta la direzione dell'Associazione.
Arrivato al palazzo, poiché gli ascensori sono bloccati, si appresta a salire i ventitre piani di scale che lo separano dalla moglie; con lui sale anche il dottor Betancourt, che con Diane aveva un appuntamento per il pranzo. I due si riconoscono con una certa diffidenza, ma mantengono un atteggiamento civile. Grazie ad alcune telefonate incrociate Diane viene informata della situazione: ride all'idea che i due uomini siano venuti lì per "salvarla", ma è anche preoccupata perché sa che a questo punto dovrà fare una scelta. Carmen però la rassicura, ricordandole che quando avevano creduto di morire a causa della finta granata in ascensore, Diane aveva pronunciato una sola parola: Kurt. Secondo Carmen, non ci sarà nessun bisogno di scegliere.
Per il momento però c'è un altro problema: arrivati al ventitreesimo piano, Kurt e Lyle trovano la porta sulle scale bloccata con una montagna di sedie. Qualcuno ha voluto intrappolare gli avvocati. Allertato da Diane, e grazie alla telecamera posizionata in precedenza, Jay scopre la presenza di cecchini nel palazzo di fronte, appena in tempo per far mettere tutti al riparo.
La sparatoria è pesante, ma finisce quando membri del Collettivo, richiamati da Jay, riescono a neutralizzare e ad arrestare i cecchini. Jay decide di lavorare a tempo pieno per il Collettivo quindi, con un po' di tristezza, lascia lo Studio. Avrebbe voluto portare con sé anche Carmen, ma la ragazza preferisce continuare ad essere un avvocato.
Kurt e Lyle arrivano a cose finite e, per la gioia di Carmen e Marissa che spiano da lontano, Diane si riappacifica con Kurt, dopo essersi teneramente congedata da Lyle.
 Parlando con Liz, Diane accetta finalmente di trasferirsi a Washington; Marissa andrà con lei, sarà un nuovo inizio.
È metà novembre del 2022, finisce il countdown che aveva scandito gli ultimi mesi e quella stessa giornata: Donald Trump scioglie la riserva e si candida di nuovo alla presidenza. Gli schermi TV lo mostrano mentre balla davanti ai suoi sostenitori.
- Altri interpreti: John Cameron Mitchell (Felix Staples), Daniel Breakes (Randy Elkin), Che Tafari (Malcolm), Grant Harrison e Benjamin Bonenfant (suprematisti bianchi)